# 韩恒
韩恒（？—？），字景山，安平灌津（治今河北阜城西南）人，中国十六国前燕大臣。
韩恒年轻时能写文章，博览经籍，无所不通。西晋末年，“永嘉之乱”，韩恒投辽东依平州刺史崔毖。319年，慕容廆派将军张统突然袭击高句丽将领如奴子，俘虏部众一千多家。因为韩恒和崔焘、高瞻、石琮归附棘城，慕容以客人的礼节对待他们。
332年，慕容廆派使者送信给太尉陶侃，劝他起兵北伐。慕容的僚属宋该等人建议上表请求提升慕容廆的官爵。参军韩恒批驳说：“建立功绩忧虑的是信义不显，不忧虑名位不高。齐桓公、晋文公匡扶天下，也没有之先要求天子按礼制加以任命来号令诸侯。现在应修缮甲兵，除灭群凶，功成之后，九锡的礼遇自会得到。这比邀君求宠，不更光荣吗！”慕容廆不高兴，让韩恒出任新昌令。
燕王慕容皝时，韩恒再任参军事，转任营丘郡太守。慕容儁即位后，拜为谘议将军，加扬烈将军。慕容儁称帝，以他为中书令。慕容儁召集群臣议定燕国的五行之次，韩恒主张木德，慕容儁听从。后来他和李产作为太子慕容晔的太子太傅。